# The human voice
The Human voice és una pel·lícula estrenada l'octubre del 2020. Es tracta d'un llargmetratge escrit i dirigit per Pedro Almodóvar, basat en l'òpera del mateix nom escrita per Jean Cocteau.
Es va estrenar al Festival de Venècia el 3 de setembre del 2020, i a Espanya el 21 d'octubre del 2020 per Wanda Films i Avalon. Entre els actors hi ha Tilda Swinton.

## Producció
El febrer del 2020, es va anunciar que Tilda Swinton s'havia unit al repartiment de la pel·lícula, amb Pedro Almodóvar dirigint a partir d'un guió que va escriure basant-se en l'obra homònima de Jean Cocteau.
La fotografia principal començaria l'abril del 2020, però es va retardar a causa de la pandèmia COVID-19, fet que va fer que comences el 16 de juliol de 2020. La producció es va concloure el 27 de juliol de 2020.

## Llançament
La pel·lícula es va estrenar al Festival de Venècia el 3 de setembre de 2020. Poc després, Sony Pictures Classics va adquirir els drets de distribució de la pel·lícula. També es va projectar al Festival de Cinema de Nova York el 24 de setembre de 2020.
I serà projectada al BFI London Film Festival el 17 d'octubre de 2020.
I va ser estrenada a Espanya el 21 d'octubre de 2020 per Wanda Films i Avalon.

## Crítica
The Human Voice té una qualificació d'aprovació del 100% al lloc web de l'agregador de revisions Rotten Tomatoes, basat en 6 comentaris, amb una mitjana ponderada de 9/10.